# Marktredwitz
Marktredwitz is een plaats in de Duitse deelstaat Beieren, gelegen in het Landkreis Wunsiedel im Fichtelgebirge. De stad telt 17.049 inwoners. De inwoners noemen hun stad, in het plaatselijke dialect, Rawetz. In de Tsjechische taal heet de stad Trhová Ředvice.

## Indeling van de gemeente

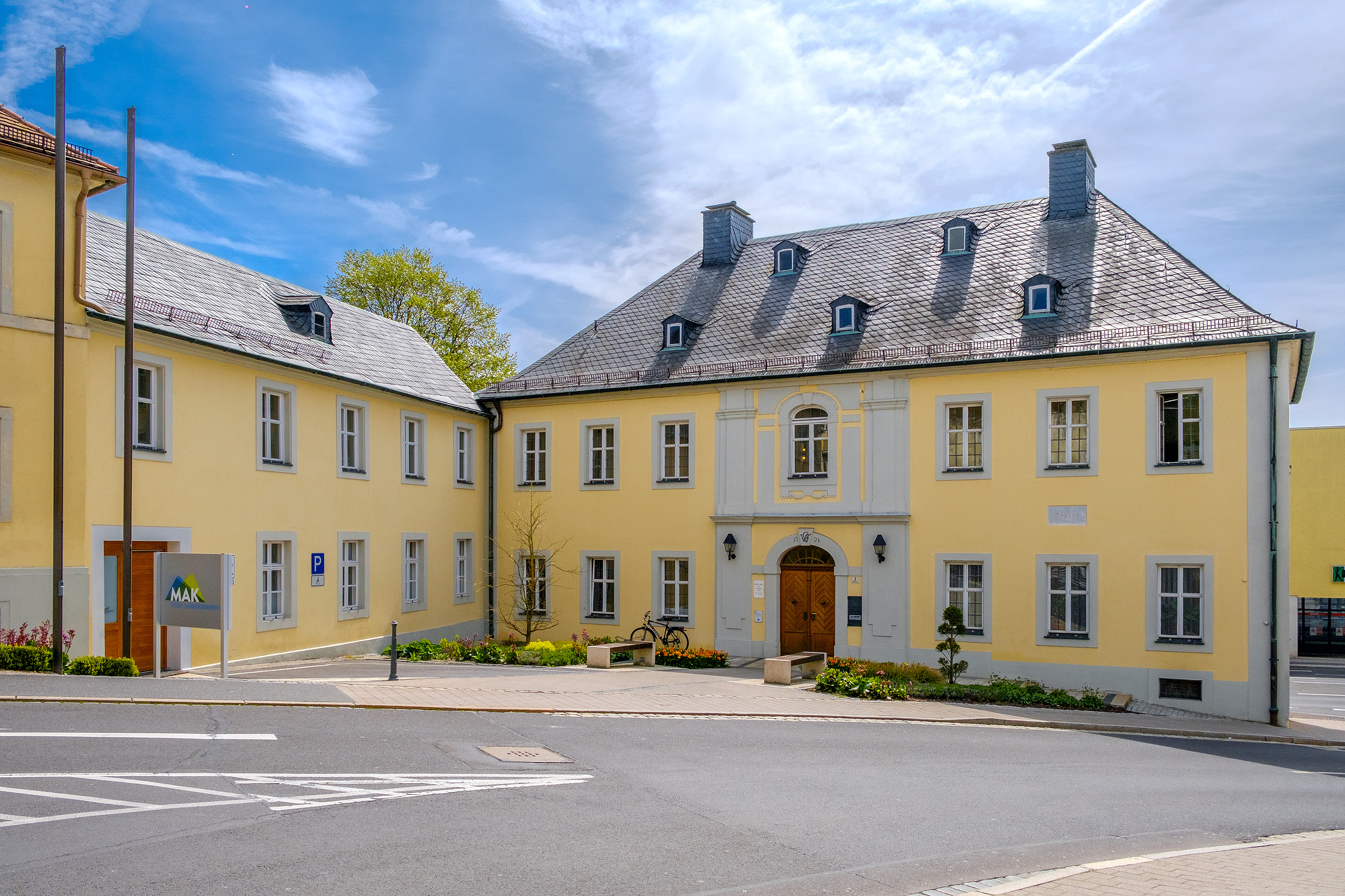
Stadhuis (Neues Rathaus)

- Kernstad, inclusief Dörflas, dat voorheen een stadsdeel ten zuiden van het centrum was en Oberredwitz, dat voorheen een stadsdeel ten noordwesten van het centrum was; deze twee plaatsen zijn ambtelijk nog wel aparte Gemeindeteile.
- Brand (parochiedorp) incl. Fridau, ruim 4 km ten oosten van de stadskern, met in januari 2019 circa 1.100 inwoners; bekend om zijn kasteel; in de 19e en 20e eeuw was de grootste textielfabriek van Marktredwitz hier gevestigd
- Haingrün, status dorpje zonder eigen kerkgebouw, verspreide boerderijen en enkele bedrijfspanden 2 km ten oosten van de stadskern, met in januari 2019 circa 113 inwoners; de U.S. Army had er eind 20e eeuw, tot 1991, enige tijd een steunpunt
- Glashütte, 2 km ten oosten van Brand, een uit een historische glasmakerij bestaand gehucht met in januari 2019 circa 11 inwoners; Johann Wolfgang von Goethe heeft in augustus 1822 te Marktredwitz o.a. dit bedrijf een keer bezichtigd
- Haag, status dorpje zonder eigen kerkgebouw, 2 km ten noordoosten van de stadskern, met in januari 2019 circa 25 inwoners
- Korbersdorf, status dorpje zonder eigen kerkgebouw, 2 km ten noordoosten van Lorenzreuth, met in januari 2019 circa 60 inwoners
- Leutendorf, status dorpje zonder eigen kerkgebouw, 2 km ten west-zuidwesten van de stadskern, met in januari 2019 circa 350 inwoners; tot dit stadsdeel wordt mede het één kilometer verder oostwaarts gelegen gehucht Ziegelhütte gerekend
- Lorenzreuth, status kerkdorp, 3 km ten noordoosten van de stadskern, met in januari 2019 circa 1.000 inwoners; dit plaatsje ontstond door het aaneengroeien van meerdere kleine dorpjes, en is intussen door bedrijventerreinen en grote wegen omgeven
- Manzenberg, status dorpje zonder eigen kerkgebouw, 1½ km ten zuidoosten van de stadskern, met in januari 2019 circa 50 inwoners; in dit dorpje (beschermd dorpsgezicht) staan veel oude boerderijen
- Meußelsdorf, status dorpje zonder eigen kerkgebouw, 1½ km ten westen van de stadskern, met in januari 2019 circa 100 inwoners; tussen dit dorp en de stad Marktredwitz in ligt een gebied met enkele kleine meertjes; het dorp ligt minder dan één kilometer ten noorden van Leutendorf
- Pfaffenreuth, status kerkdorp, 2 km ten zuiden van de stadskern, met in januari 2019 circa 110 inwoners
- Reutlas, status dorpje zonder eigen kerkgebouw, 4 km ten zuidoosten van de stadskern, met in januari 2019 circa 80 inwoners
- Thölau, 3 à 4 km ten noorden van de stadskern, met in januari 2019 circa 155 inwoners; door een hoog spoorviaduct over de beek Röslau gedeeld in Ober- en Unterthölau; dit zijn officieel twee verschillende Gemeindeteile
- Wölsau, status dorpje zonder eigen kerkgebouw, 1 km ten oosten van de stadskern, met in januari 2019 circa 100 inwoners
- Wölsauerhammer, status dorpje zonder eigen kerkgebouw, 2 km ten oosten van de stadskern, met in januari 2019 circa 290 inwoners, door een nieuwbouwwijkje bijna aan het iets noordelijker gelegen Haag vastgegroeid

Officieel zijn er 26 stadsdelen (Gemeindeteile). Naast de 15 hierboven opgesomde, die als zodanig op de website van de gemeente worden beschreven, zijn dit:
- Breitmühle (Einöde[2])
- Dörflas en Oberredwitz, delen van de Kernstadt, zie hierboven
- Fridau (status dorpje zonder eigen kerkgebouw), bij Brand
- Grafenstein (Einöde)
- Grünitzmühle (gehucht)
- Katharinenhöhe (gehucht)
- Miedelmühle (Einöde)
- Neu-Haag (woonwijk bij Haag)
- Oberthölau (status dorpje zonder eigen kerkgebouw) en Untertholau, status: gehucht, vormen de facto het plaatsje Thölau
- Ziegelhütte (status dorpje zonder eigen kerkgebouw, bij Leutendorf)

De bevolkingscijfers van de Stadtteile zijn ontleend aan de website van de gemeente.

### Bevolkingsstatistiek
Volgens de website van de gemeente Marktredwitz had deze per 1 januari 2023 in totaal 17.206 inwoners.
Van hen was circa 87,9% Duitser en 12,1% niet-Duitser; ongeveer 48½% man en 51½% vrouw; ongeveer 37% was evangelisch-luthers, 32% rooms-katholiek en 31% aanhanger van een andere godsdienstige overtuiging of atheïst. Mensen, die om privacy-redenen geen gegevens verstrekten over hun godsdienstige overtuiging, zijn in deze laatste groep meegeteld.

## Geografie

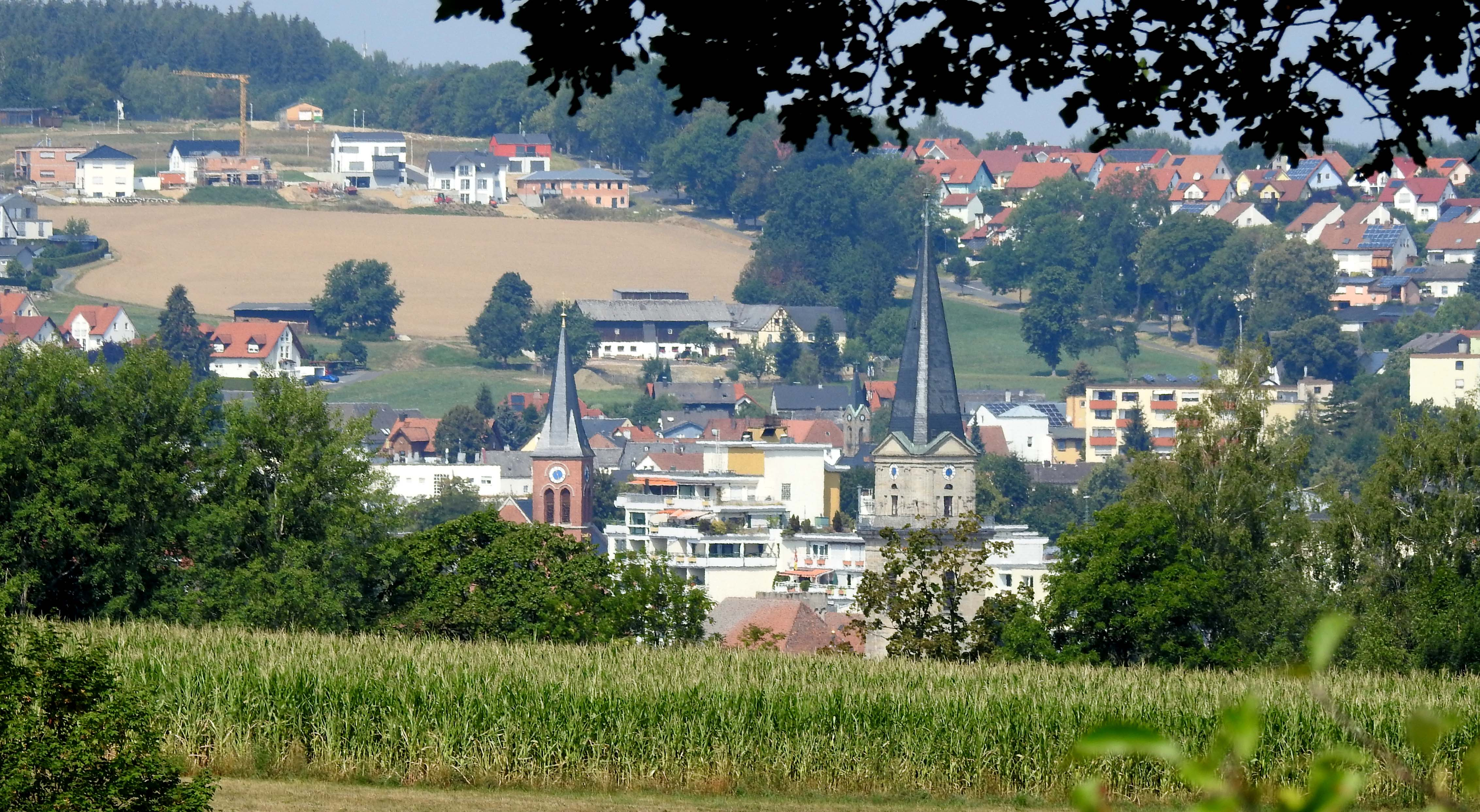
Gezicht op Marktredwitz vanuit het zuidoosten
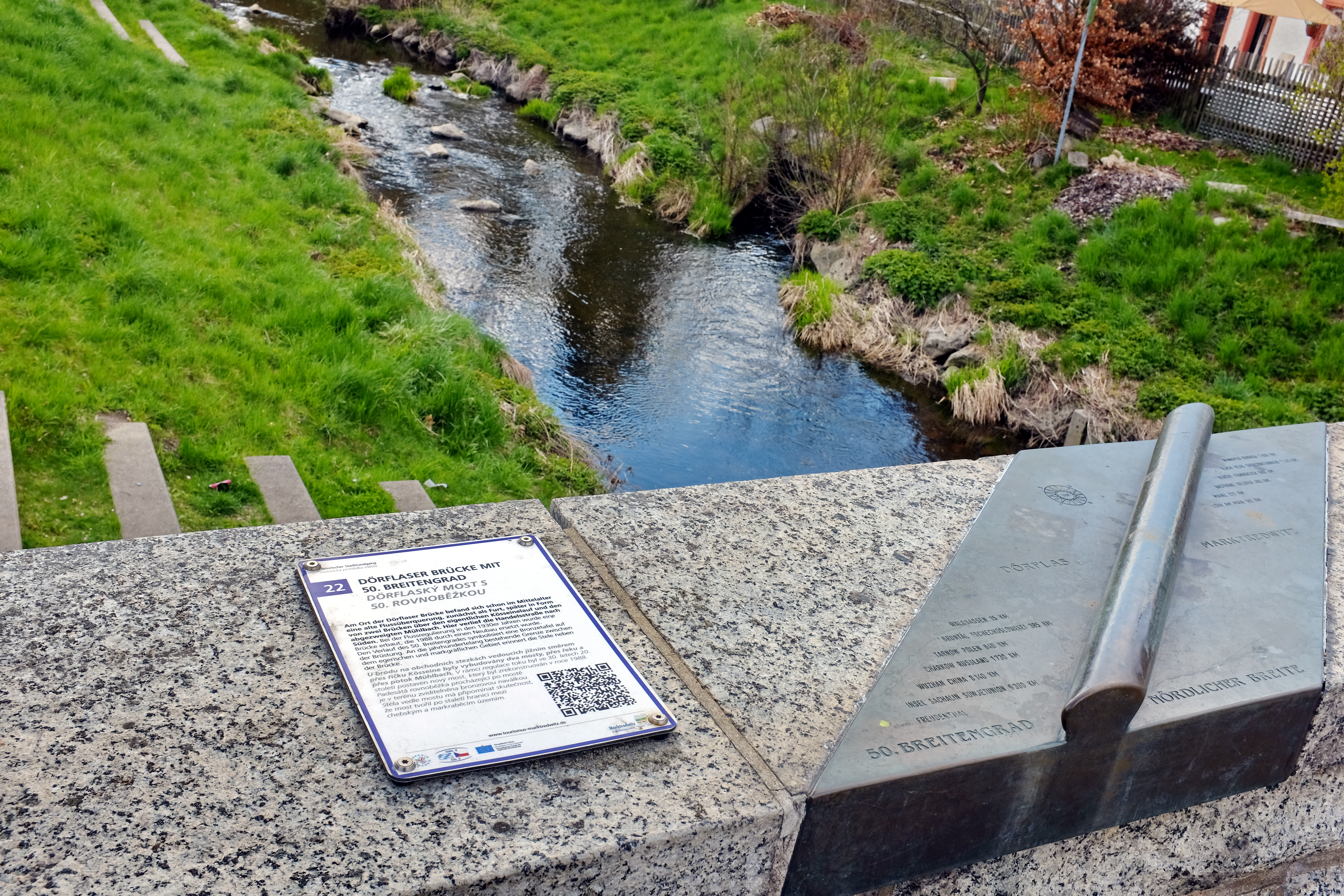
Markeerpunt 50 graden noorderbreedte

Marktredwitz heeft een oppervlakte van 49,52 km² en ligt in het zuiden van Duitsland. De 50e breedtegraad loopt door de gemeente. Marktredwitz ligt aan de oostelijke rand van het Fichtelgebergte, dat hier het karakter van een golvend heuvelland (hoogte 400-650 meter boven zeeniveau) heeft. De stad ligt aan een riviertje met de naam Kössein. De omgeving van de stad is bosrijk en leent zich voor, ook meerdaagse, wandel- en fietstochten.

### Naburige gemeenten
- In het westen:Bad Alexandersbad
- In het noordwesten:Wunsiedel
- In het noorden:Thiersheim
- In het noordoosten:Arzberg
- In het oosten:Konnersreuth en verderop Waldsassen
- In het zuidoosten:Pechbrunn
- In het zuiden:Waldershof.

### Belangrijke grotere steden in de regio
- In het westen:Bayreuth
- In het noorden:Hof
- In het zuiden:Weiden
- In het noordoosten:Cheb, in Tsjechië; deze stad heeft de Duitse naam Eger.

### Wegverkeer
Langs de oostkant van de stad loopt in noord<>zuid-richting de Autobahn A93. Via deze snelweg kan men vanuit Marktredwitz noordwaarts naar o.a. Selb en Rehau rijden, en zuidwaarts naar o.a. Weiden en Regensburg.
Langs de noordkant van de stad loopt in oost<>west-richting de Bundesstraße 303. Via deze weg kan men vanuit Marktredwitz noordoostwaarts naar o.a. Arzberg en Cheb in Tsjechië rijden, en westwaarts via diverse stadjes en dorpen in het Fichtelgebergte uiteindelijk noordwestwaarts naar Marktrodach, dat iets ten oosten van Kronach ligt.
Deze hoofdwegen kruisen elkaar bij Lorenzreuth, op afrit 13 van de A93 Marktredwitz Nord, enkele kilometers ten noordoosten van de stad. Afrit 14 van de A93, Marktredwitz Süd, ligt in het plaatsje Wölsau. Wie van hier door de Wölsauer Straße ruim één kilometer westwaarts rijdt, bereikt zo het stadscentrum.

### Openbaar vervoer

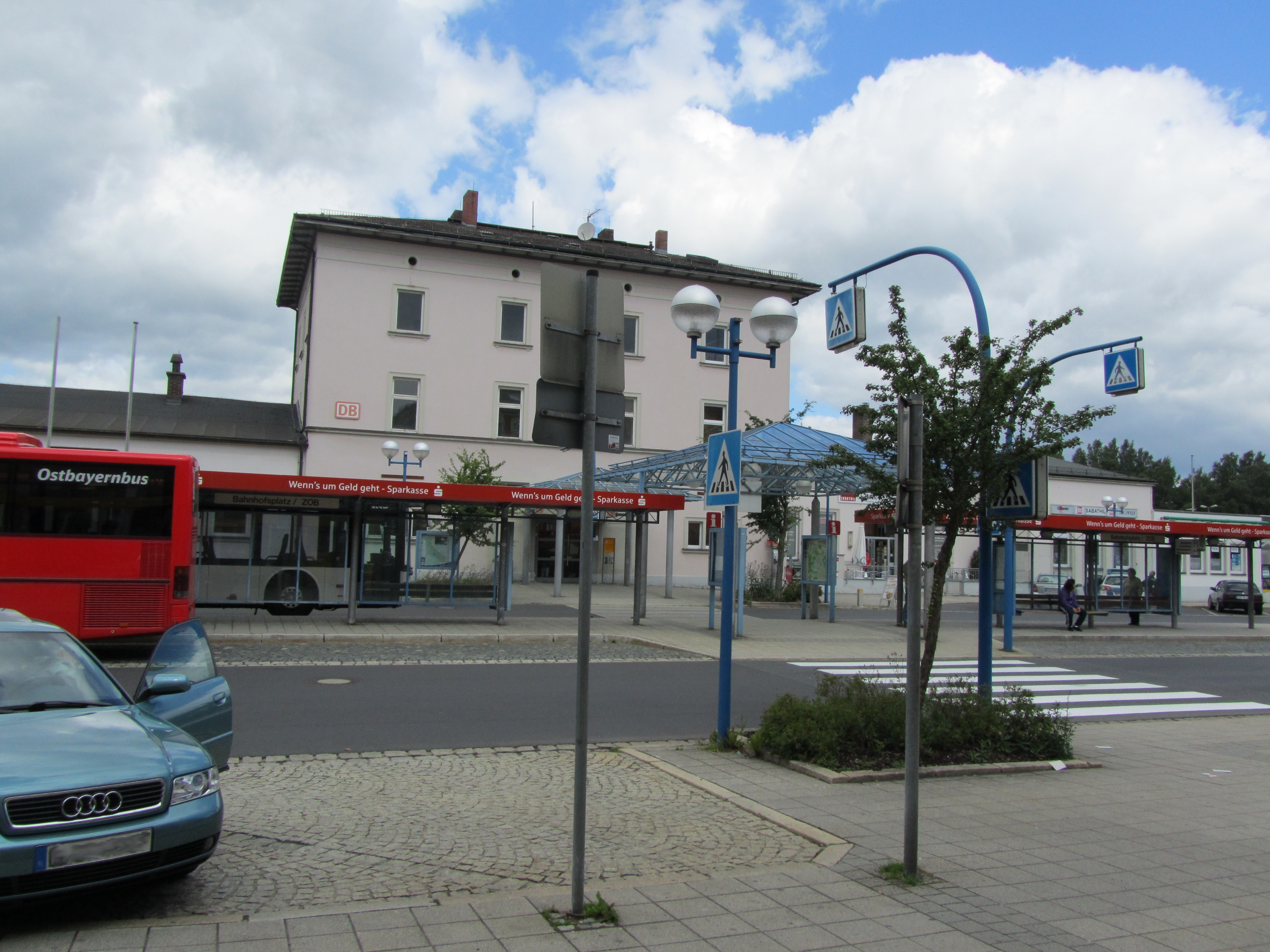
Station
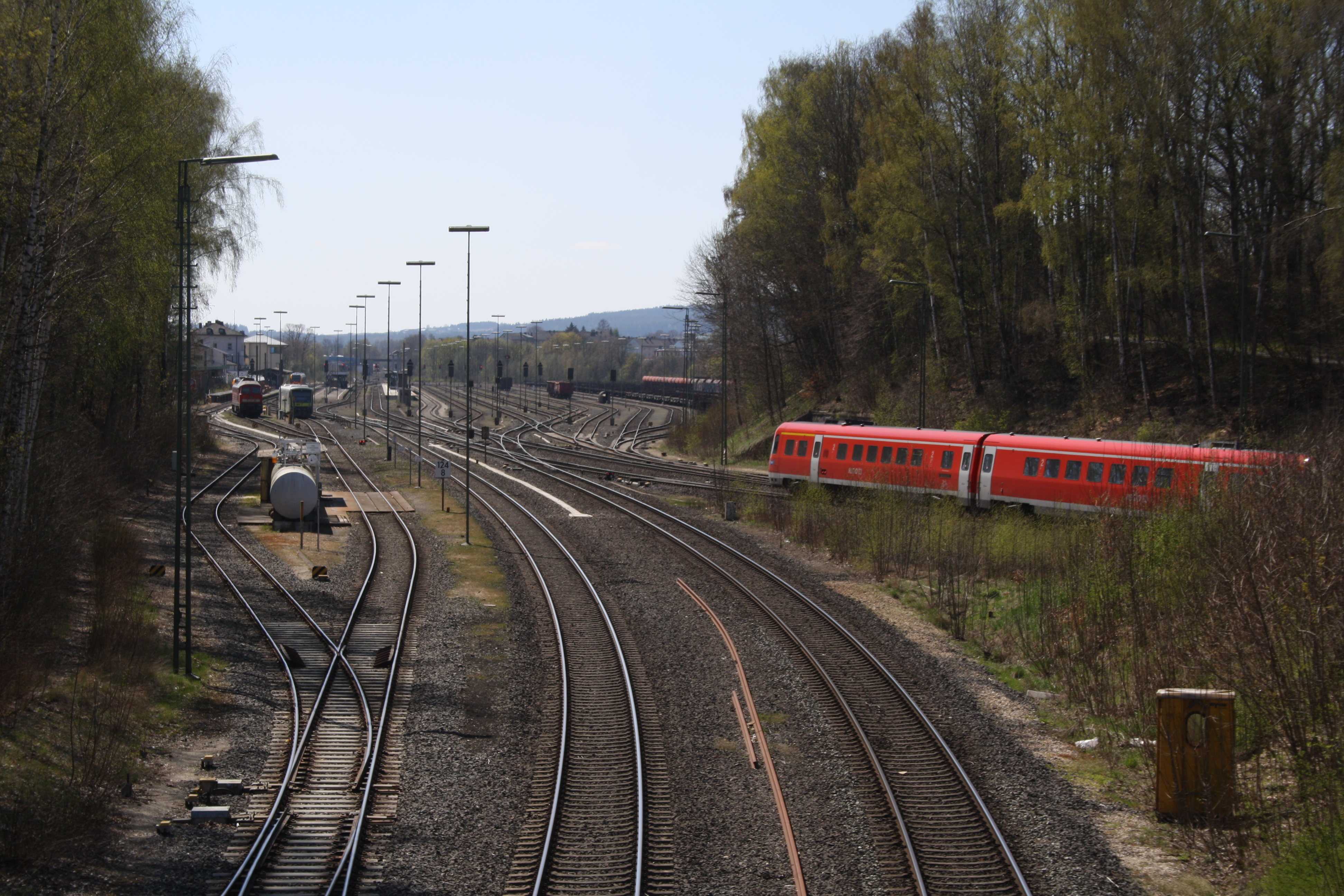
Stationsemplacement
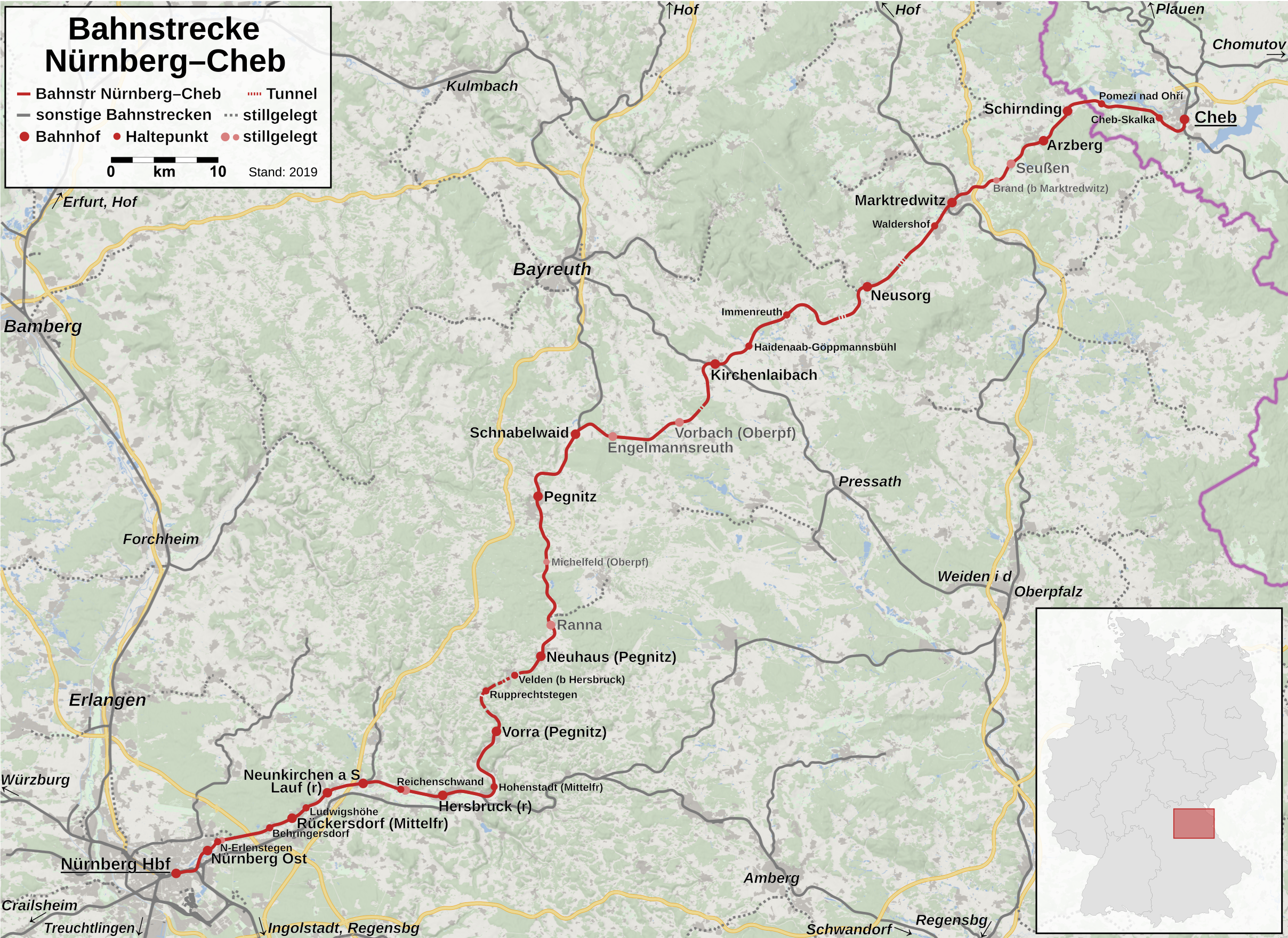
Trajectkaart spoorlijn Neurenberg-Cheb
Trajectkaart spoorlijn Weiden-Oberkotzau

Marktredwitz is een regionaal spoorwegknooppunt, waar in het reizigersverkeer alleen stoptreinen stoppen, sommige slechts één keer per twee uur. Station Marktredwitz, dat sinds 1878 bestaat, ligt aan de volgende spoorlijnen:
- Spoorlijn Neurenberg Hbf - Schnabelwaid - Cheb (Tsjechië)
- Spoorlijn Weiden - Oberkotzau (bij Hof)

Het station staat aan de noordwestkant van de stad. Tot 2006 was dit station belangrijker dan daarna, omdat intercity-treinen in dat jaar andere routes zijn gaan rijden. Voor de industrie in de stad, die vaak nog voor haar logistiek van goederentreinen gebruik maakt, is een groot rangeerterrein op het station aanwezig.
Marktredwitz is begin- en eindpunt van een groot aantal buslijnen. Dit zijn echter voor het overgrote deel schoolbusdiensten, die 's morgens vroeg 1 of 2 x naar de stad rijden, en in de namiddag na het uitgaan van de scholen enkele ritten in omgekeerde richting. Marktredwitz is namelijk een centrum van (voortgezet) onderwijs voor de wijde omgeving.

## Economie
Marktredwitz heeft een traditie als industriestadje, die tot omstreeks 1800 teruggaat. Veel van de nog bestaande industrie en nijverheid is gevestigd op bedrijventerreinen langs de spoorlijnen.
Dicht bij het station van Marktredwitz staat het hoofdkantoor van Scherdel Gruppe, een in 1890 opgerichte fabriek van o.a. metalen technische veren. Dit wereldwijd opererende concern heeft 29 vestigingen met ruim 5.800 medewerkers, van wie velen in China.
Verder is in de stad een filiaal gevestigd van een fabriek van hoogwaardig technisch keramiek. De hoofdzetel van dit bedrijf is te Plochingen.
Een grote Duitse supermarktketen heeft in Marktredwitz een belangrijk distributiecentrum gevestigd.
Binnen de dienstensector, met het oog op toenemende werkgelegenheid, verdient vermelding, dat de bouw van een grote gevangenis in het stadsdeel Lorenzreuth gepland is. Verder bezit de stad een middelgroot ziekenhuis met opleidingsfaciliteiten voor verpleegkundigen.
Vanwege vooral de mooie omgeving is het, met name op wandelen en fietsen gerichte, toerisme sinds plm.1990 in betekenis toegenomen.

## Geschiedenis

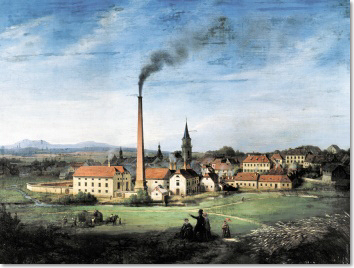
Chemische Fabrik Marktredwitz, 1860

De plaatsnaam is vrijwel zeker ontleend aan een eigennaam Radewize van Slavische oorsprong. De aanwezigheid van het wiel (in de Duitse taal: Rad) in het stadswapen berust op een onjuiste etymologie van deze naam.
De plaats wordt als Redwitz in 1140 voor het eerst in een document vermeld. Tot 1339 had de abdij van Waldsassen de plaats in bezit; vanaf 1340 tot 1816 behoorde het tot Eger, en daarna tot het Koninkrijk Beieren. In 1384 kreeg de plaats van de burgemeester van Eger, die blijkbaar ook zeggenschap over Redwitz had, een aantal privileges, die op marktrecht en een beperkt stadsrecht neerkwamen; de plaats had van toen af de status Markt.
De ligging in het grensgebied tussen o.a. Beieren en Bohemen bewerkte, dat in de 15e tot en met de 18e eeuw Redwitz vaak door oorlogsleed werd getroffen, het zwaarst tijdens de Landshuter Successieoorlog (1504-1505) en de Dertigjarige Oorlog (1618-1648). Vanaf de Reformatie, die hier in 1560 was doorgevoerd, tot 1627 was de stad tijdelijk evangelisch-luthers, waarna volgende heersers een rekatholisering, een gedwongen terugkeer tot de Rooms-Katholieke Kerk, doorvoerden.
Sedert 1763 lag de stad, zoals geheel Bohemen, in Oostenrijk. Keizerin Maria Theresia stichtte er voor in Redwitz gelegerde Oostenrijkse soldaten de Theresiakerk in Boheemse barokstijl. In deze tijd trad een ontwikkeling van mijnbouw en vroege industrie op. Reeds in 1788 werd door een zekere Wolfgang Caspar Fikentscher een chemische fabriek opgericht, één der eerste in het huidige Duitsland.
In 1822 en 1836 werd Redwitz geteisterd door grote stadsbranden.
Vanaf 1816 lagen de twee nauw verbonden steden Redwitz en Eger (Cheb) in twee verschillende landen (Beieren, later: het Duitse Keizerrijk, respectievelijk Oostenrijk, later Tsjecho-Slowakije). Hierdoor ging het handelsverkeer en de algemene economie te Redwitz achteruit. Pas na 1870, toen de Industriële Revolutie grip op de streek kreeg, en er ook spoorlijnen waren aangelegd, trad herstel in. Een sterke groei, mede door de vestiging van gevarieerde industrie, trad op tussen plm. 1890-1910.
In 1907 werd Redwitz door de Beierse regering tot stad uitgeroepen en omgedoopt in Marktredwitz.
Van 1945 tot 1991 was het intensieve contact met het Tsjechische gebied ten oosten van Marktredwitz weer verbroken door het IJzeren Gordijn. Wel waren na de Tweede Wereldoorlog vele duizenden etnische Duitsers uit het Sudetenland, ook uit Eger (Cheb), gedwongen naar het Westen verhuisd. Marktredwitz werd een cultureel centrum van belangenverenigingen voor deze zogenaamde Heimatvertriebene. Nog steeds is dit in de stad merkbaar in het culturele aanbod. Na die Wende in 1991 trad herstel in de relatie met Tsjechië op. Dat gaf Marktredwitz ook een nieuwe economische impuls. Zo kwam een economisch samenwerkingsorgaan met de naam EUREGIO EGRENSIS tot stand.
In 1985 werd ontdekt, dat de terreinen van de in 1788 opgerichte Chemische Fabrik Marktredwitz, waar o.a. bestrijdingsmiddelen waren geproduceerd, zeer zwaar verontreinigd waren met onder andere kwikverbindingen. Ook de riviertjes Kässeine en Röslau waren hierdoor verontreinigd geraakt. De fabriek werd nog in datzelfde jaar gedwongen gesloten. De bodemsanering, die daarop volgde, en waarvoor een in die tijd zeer innovatieve reinigingsinstallatie was gebouwd, was pas in 1997 voltooid. Op de locatie van de voormalige fabriek verrees later een nieuw winkelcentrum.
In 2006 vond in Marktredwitz en Cheb een Duits-Tsjechische Landesgartenschau plaats. Door dit op de Nederlandse Floriade gelijkende evenement werd de stad met o.a. het nieuwe stadspark Auenpark verfraaid.

## Bezienswaardigheden, cultuur, toerisme, evenementen
- In het oosten van het stadscentrum staat het Egerland-Kulturhaus, een museum gewijd aan de cultuur van en de verdrijving van de etnische Duitsers in het Sudetengebied, met name de stad Cheb (Eger) en omstreken.
- Bezienswaardige kerkgebouwen:
  - De evangelisch-lutherse St.-Bartholomeüskerk in Marktredwitz zelf, met fraaie, laatmiddeleeuwse plafondschilderingen en een kansel uit 1613
  - De evangelisch-lutherse H.-Geestkerk of, zoals ze vóór de grondige renovatie in 1702 heette, St. Annakapel
  - de rooms-katholieke Theresiakerk, in barokstijl (1777)
  - de evangelisch-lutherse St. Margarethakerk te Brand met zeer bezienswaardig interieur
  - de voormalige bedevaartkerk te Pfaffenreuth, die een fraai klinkend kerkorgel heeft
- Het in 2006 aangelegde stadspark Auenpark met de uitzichttoren ÜberschauBar ligt ten zuiden van het stadscentrum, op de oostelijke oever (Aue) van het riviertje Kössein.
- De omgeving van de stad is bosrijk en leent zich voor, ook meerdaagse, wandel- en fietstochten. Zie onderstaande link.
- Jaarlijks rockfestival Sticky Fingers in Naherholungsgebiet Weidersberg, een voormalige steengroeve ten oosten van het dorp Brand
- Kasteel Brand, in het gelijknamige dorp, was in de middeleeuwen residentie van de adellijke heren Von Brand. Het kasteel onderging tot en met de 20e eeuw talrijke verbouwingen en veranderingen van eigenaar. Over het slot doen talrijke verhalen de ronde, variërend van spookgeschiedenissen tot de bewering, dat de kerngeleerde Otto Hahn er in de 20e eeuw een laboratorium zou hebben gehad. De huidige (2021) status is onduidelijk. Informatie over mogelijk bezoek aan het kasteel voor bezichtiging, concerten of andere openbare evenementen is alleen te verkrijgen, door zich te abonneren op een in de regio verschijnende krant, of zich persoonlijk bij het kasteel te vervoegen.
- De voormalige fabriekshal Glasslijperij (1912) is in restauratie; reeds sedert 2015 heeft dit als industrieel erfgoed onder monumentenzorg geplaatste gebouw als mogelijke toekomstige bestemming: cultureel centrum.
- Hier en daar zijn in de stad nog restanten van oude huizen en van de middeleeuwse stadsommuring te vinden.
- Jaarlijks vinden in de stad diverse evenementen van overwegend regionale betekenis plaats, waaronder een schuttersfeest, muziekdagen, carnaval, kerstmarkt met schaatsgelegenheid, enz..

## Afbeeldingen

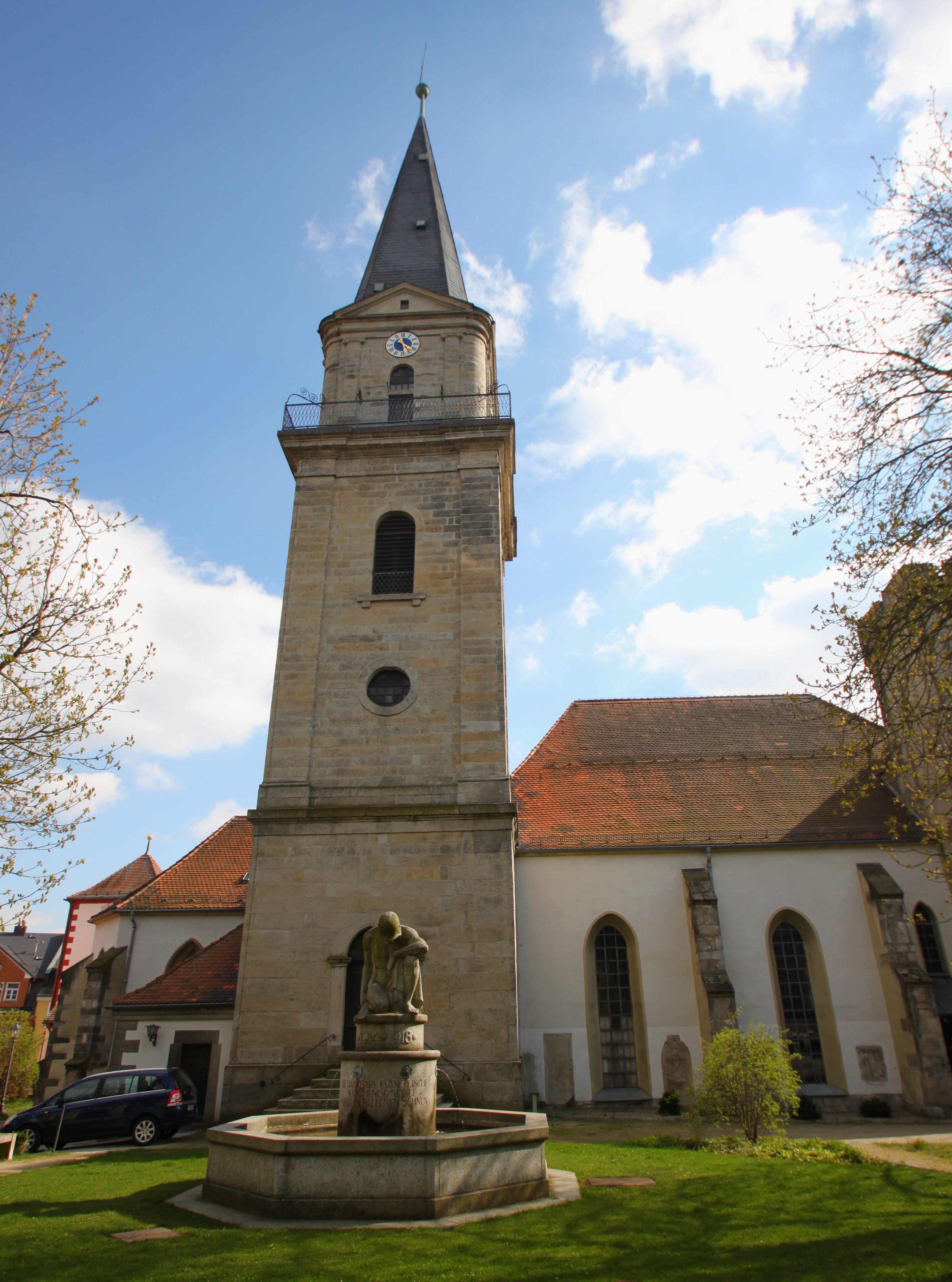
Evang.-lutherse St.-Bartholomeüskerk
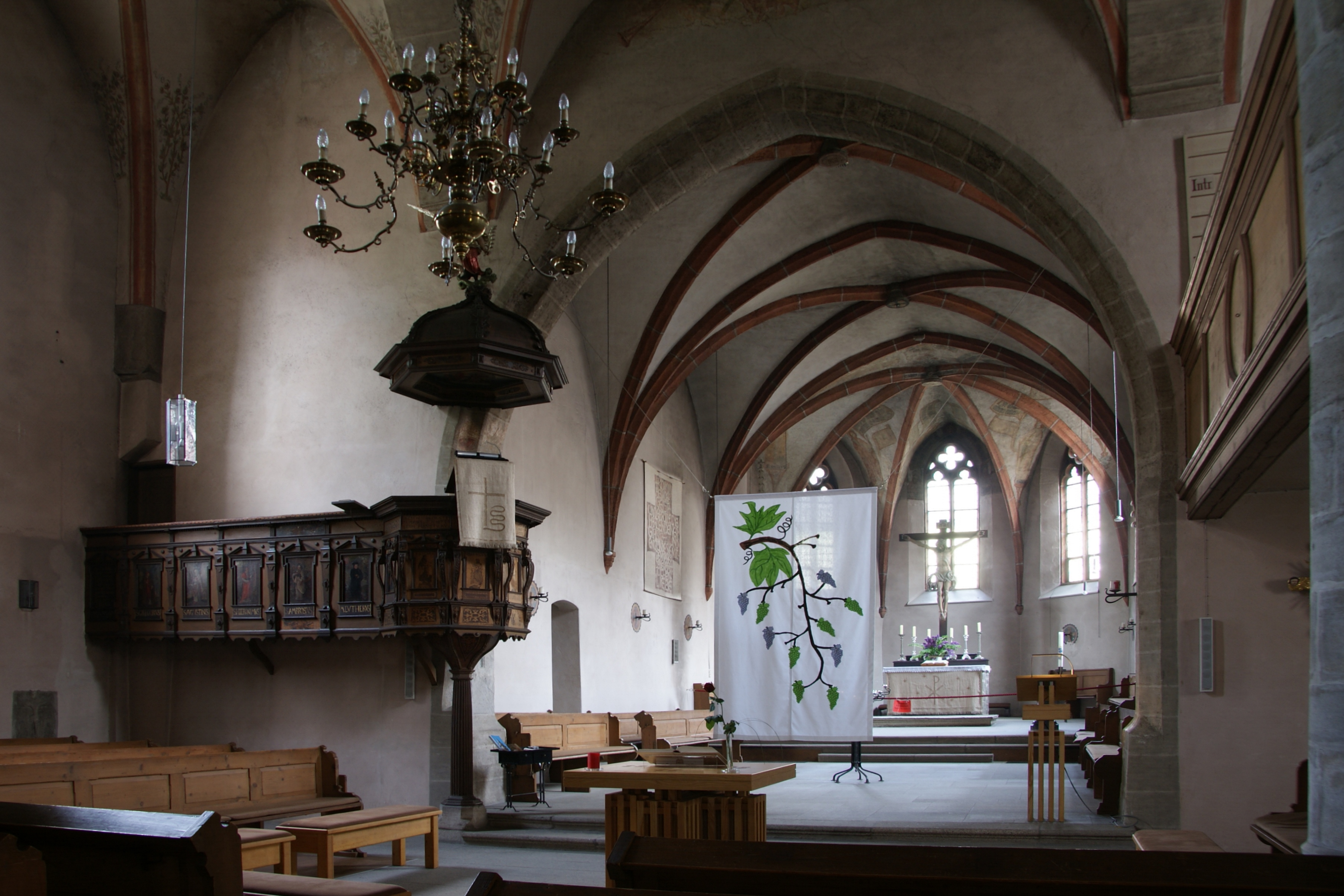
Interieur van deze kerk met de kansel uit 1613
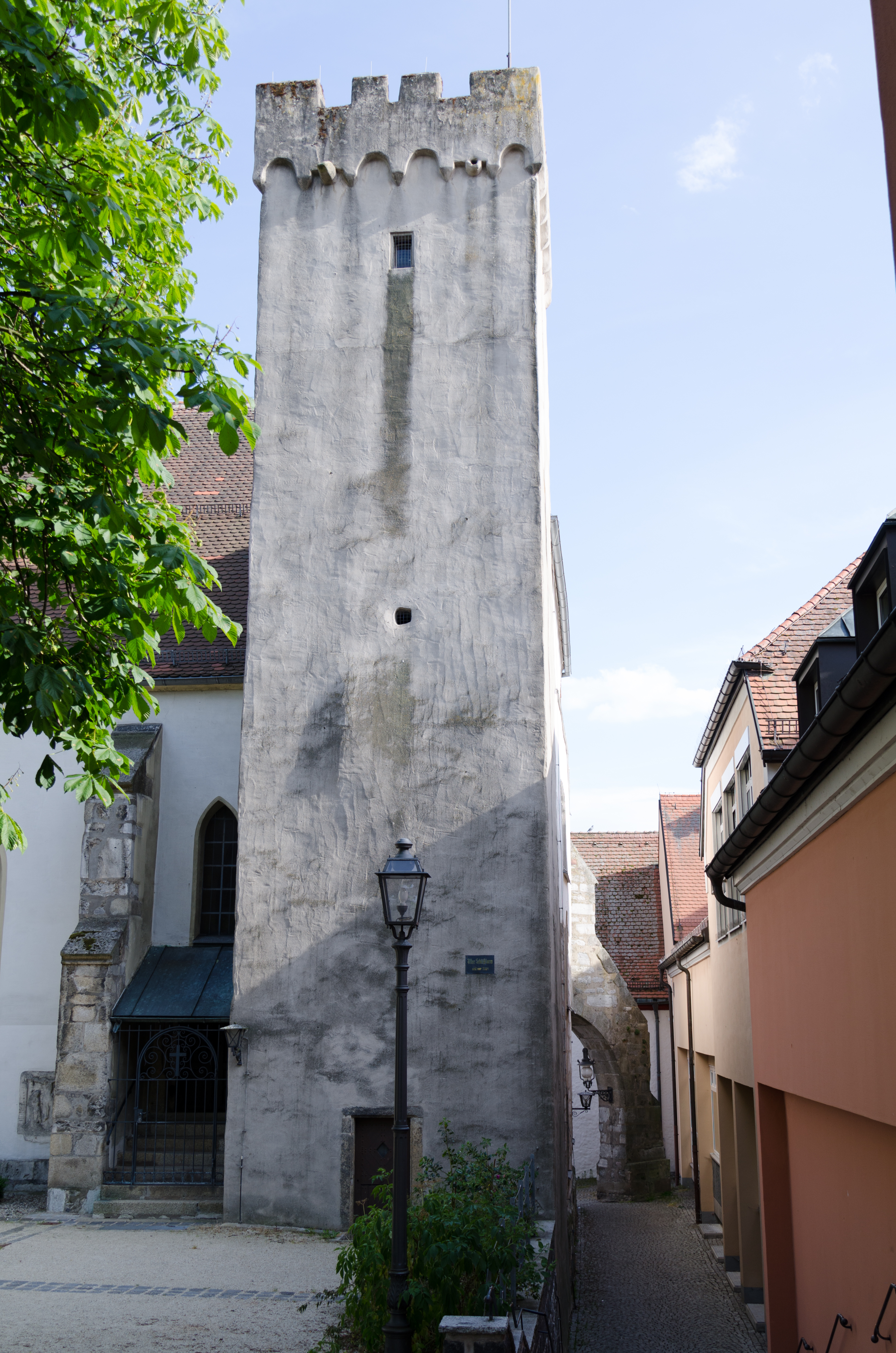
Veertiende-eeuwse toren naast deze kerk
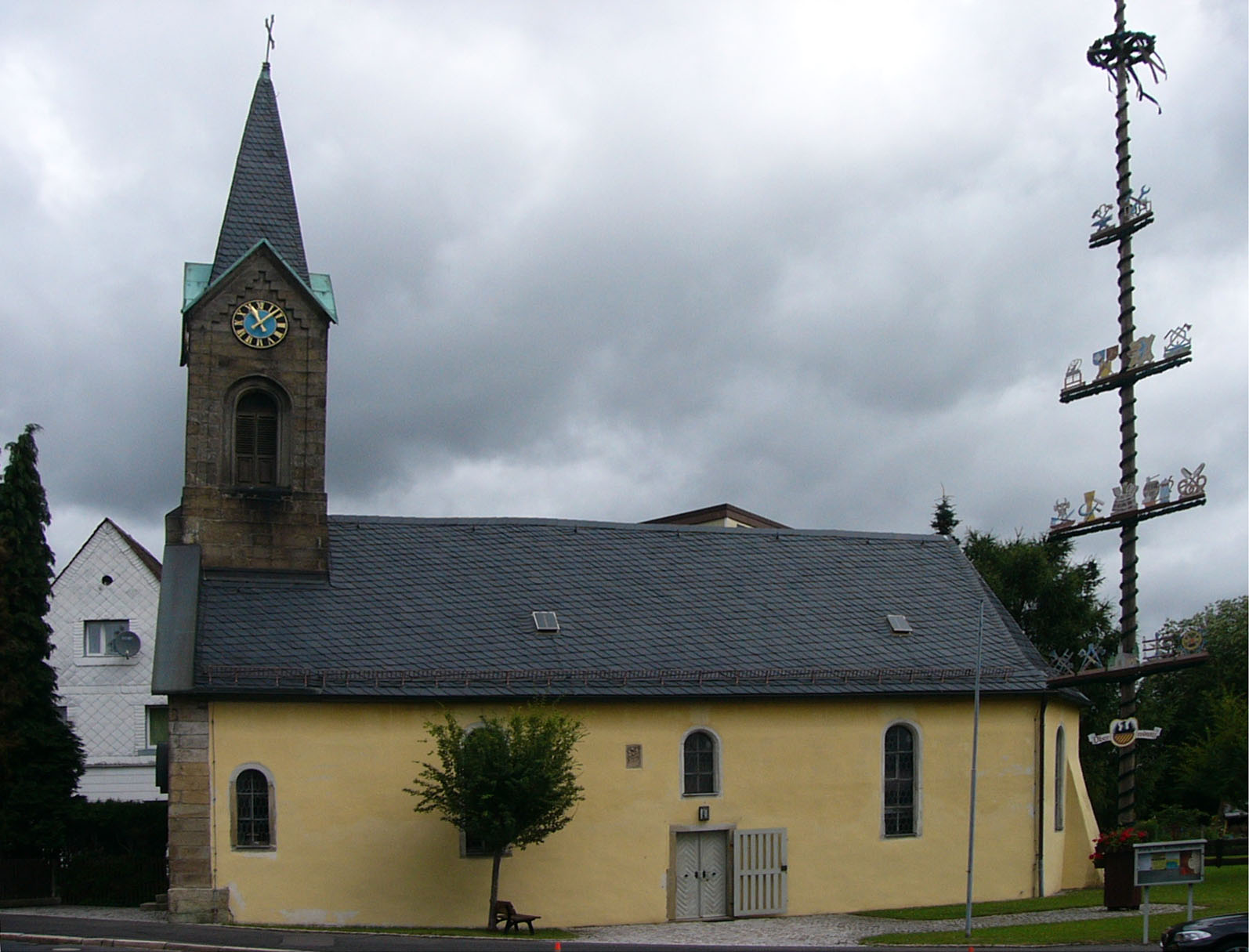
H.-Geestkerk of St. Annakapel
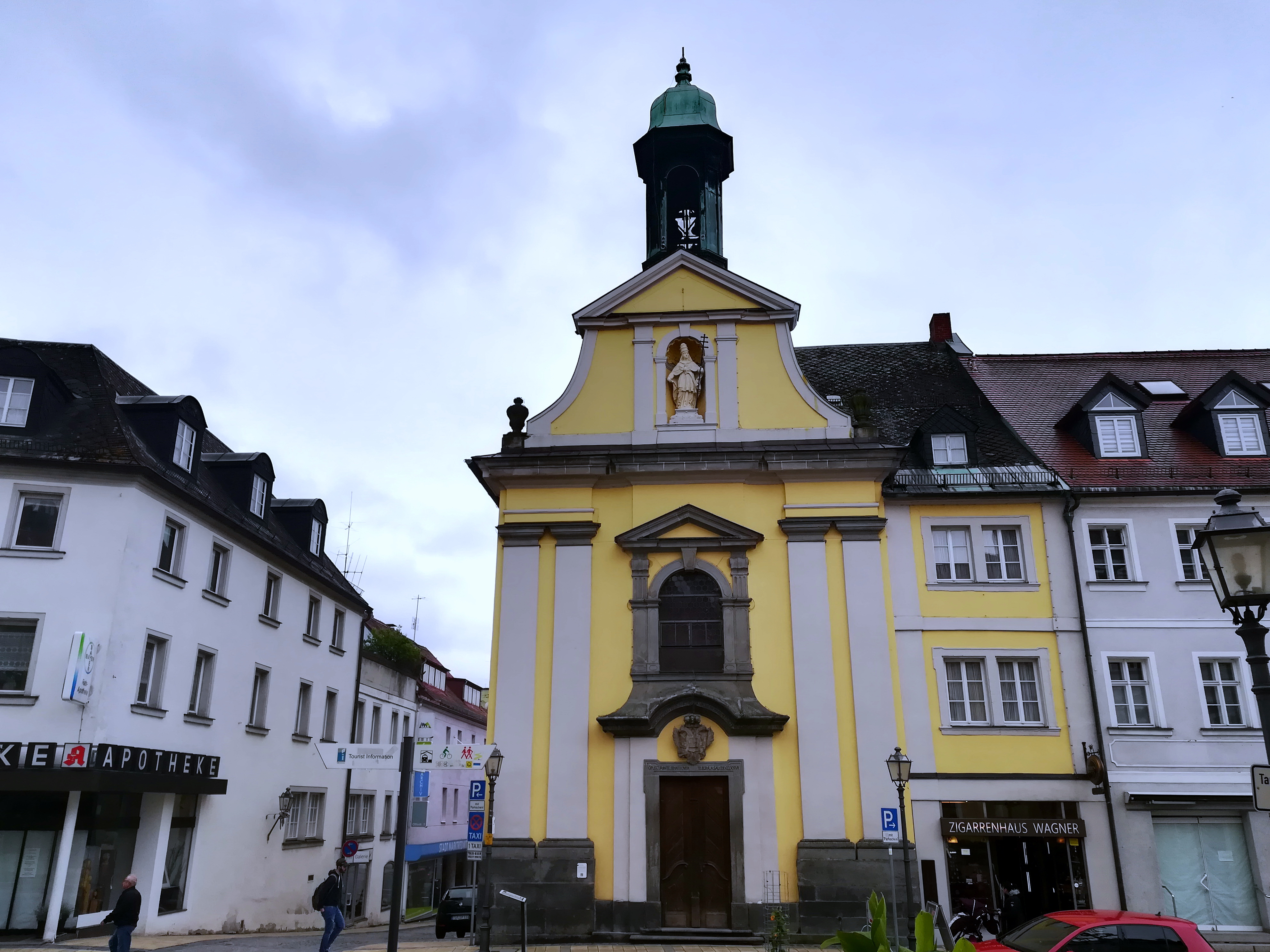
De R.K. Theresiakerk
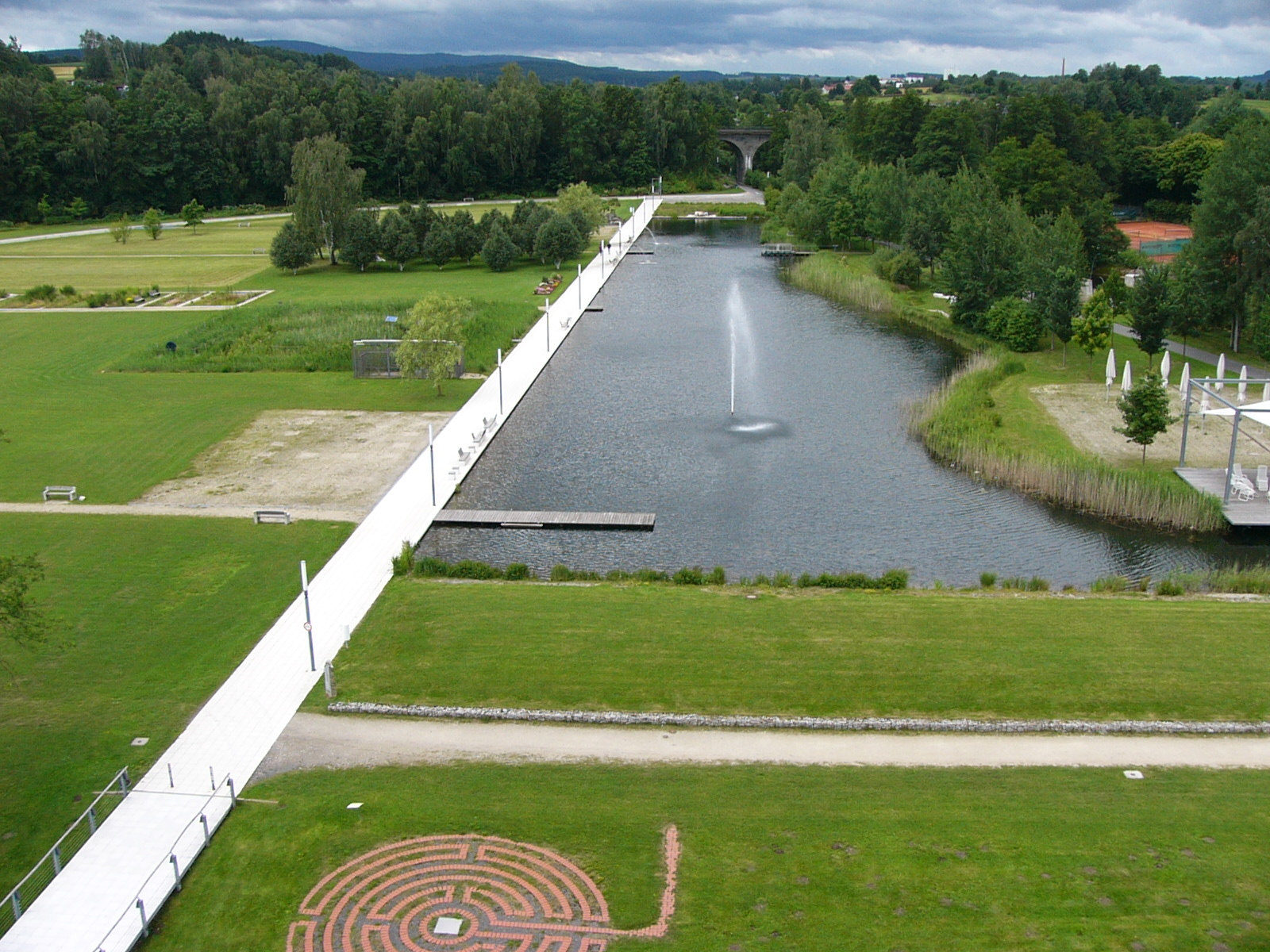
Stadspark Auenpark
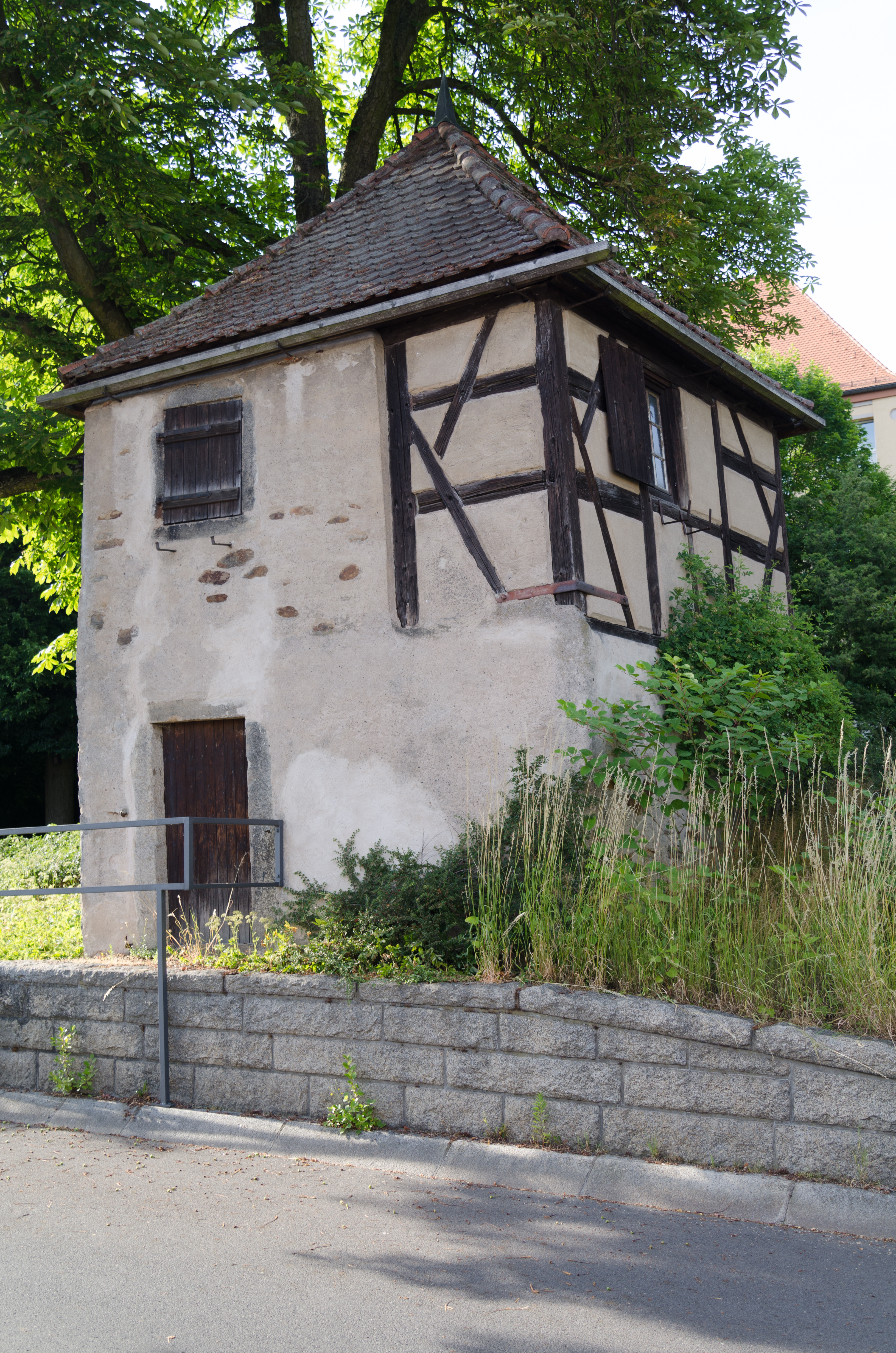
Torentje, restant van de oude stadsomwalling
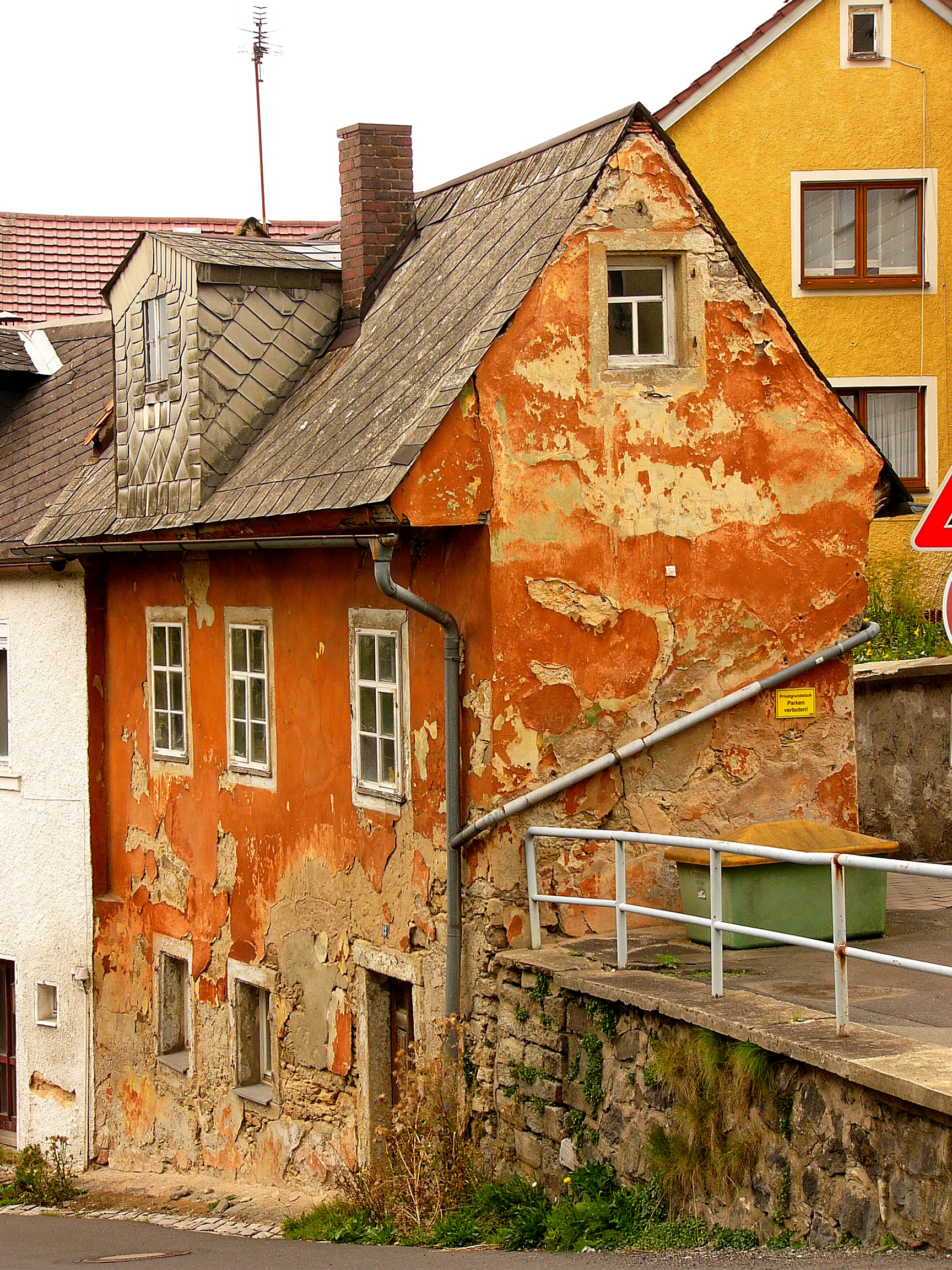
Arbeidershuisje in de stad, ca. 1700
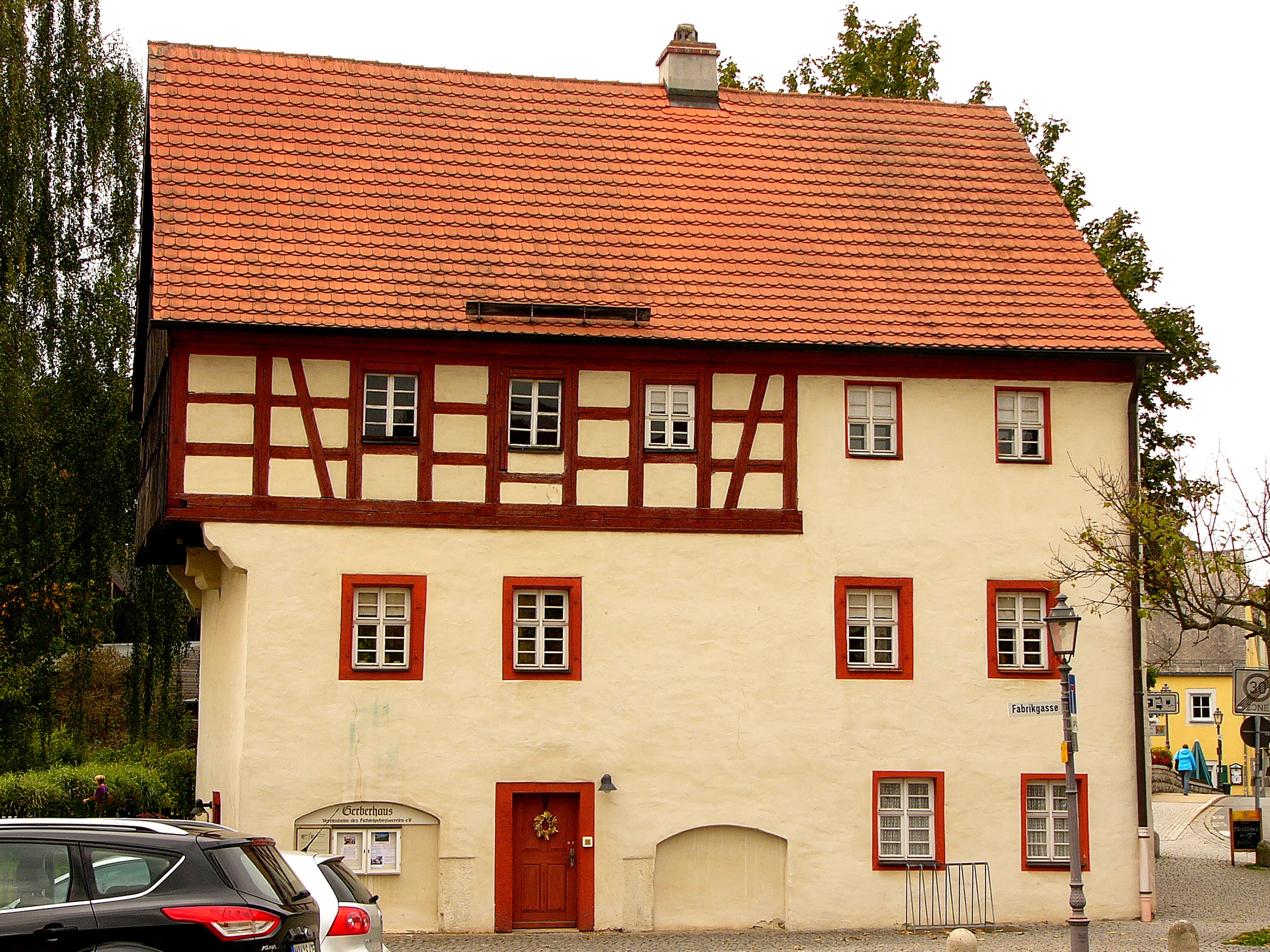
Looiershuis (Gerberhaus), 17e eeuw
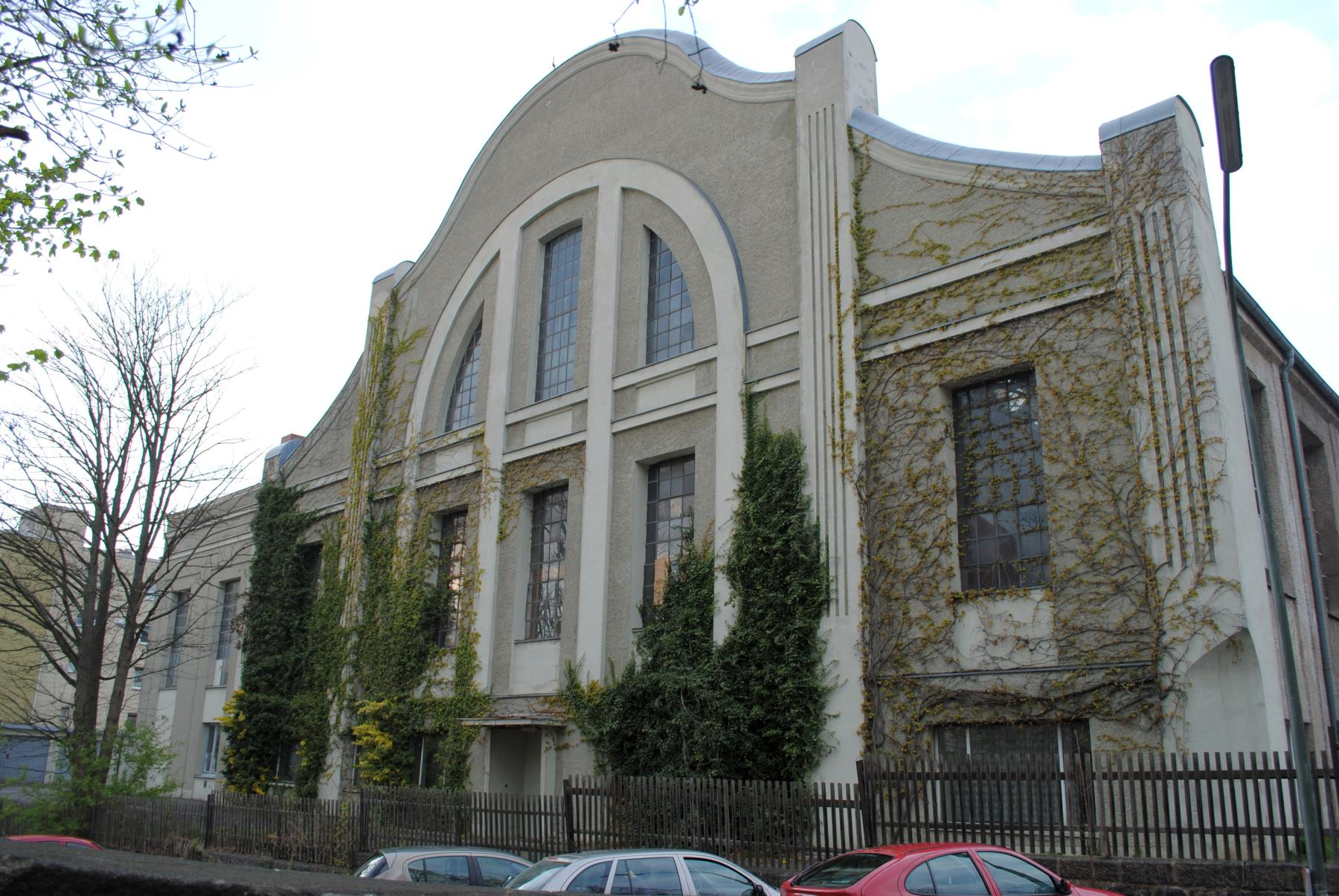
Voormalige fabriekshal Glasslijperij
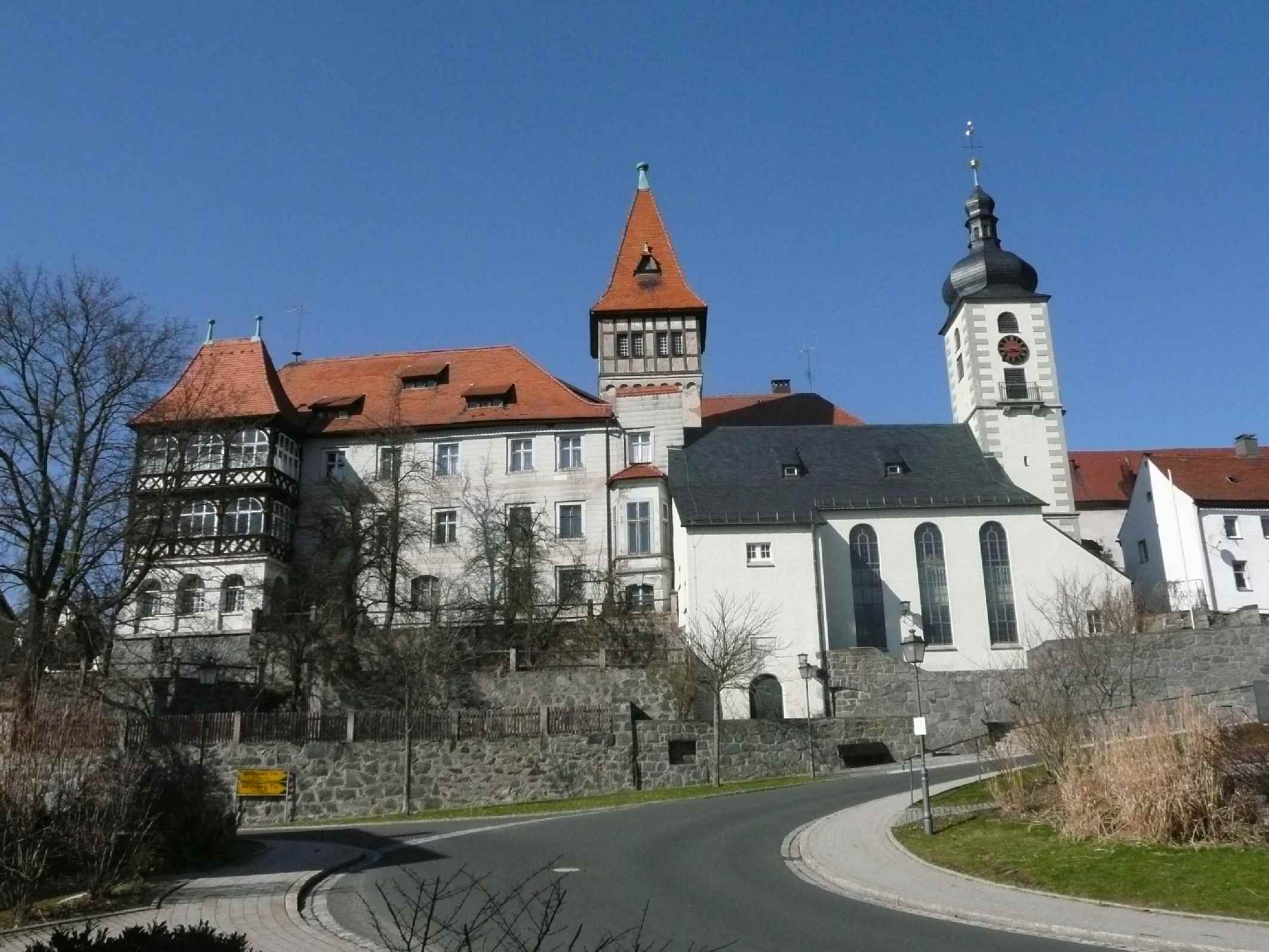
Brand, gem. Marktredwitz, kasteel en St.-Margarethakerk

## Belangrijke personen met betrekking tot de gemeente

### Geboren
- Peter Kolb (* 10 oktober 1675 in Dörflas; † 31 december 1726 in Neustadt an der Aisch), leraar en etnoloog, in het begin van de 18e eeuw actief in Zuid-Afrika en voor de VOC in Nederlands-Indië
- Christoph Weigel de Oudere (* 9 november 1654; † 5 februari 1725 in Neurenberg), etser, kunsthandelaar en uitgever.[3]
- Oskar Loew (* 2 april 1844; † 26 januari 1941 in Berlijn), scheikundige, deed onderzoek naar de calciumbehoefte van landbouwgewassen; ereburger van Marktredwitz.
- Heinz F. Dressel (* 28 september 1929; † 4  augustus 2017 in Neurenberg), luthers theoloog, in de jaren-1970 en -1980 tevens mensenrechtenactivist tegen dictaturen in Latijns-Amerika.
- Ersen Martin (* 1979; † 2024 in Izmir), Duits-Turks voetballer

### Overigen
- Reinhard Scheer (1863 - overleden te Marktredwitz, 26 november 1928), luitenant-admiraal (Duits:Admiral) van de Kaiserliche Marine

## Stedenbanden
- Roermond (via het Roermondse stadsdeel Swalmen), Nederland, sinds 2007
- Castelfranco Emilia, provincie Modena, Italië
- La Mure, Frankrijk
- Vils, Oostenrijk